# Nedelica
Nedelica (madžarsko Zorkóháza) je naselje v občini Turnišče.